# Маруфи, Аббас
Абба́с Маруфи́ (перс. عباس معروفی‎; 17 мая 1957, Тегеран — 1 сентября 2022, Берлин) — иранский писатель и журналист. Наиболее известное из его произведений — роман «Симфония мертвецов».

## Биография
Изучал драматургию в Тегеранском университете, совмещая обучение с преподаванием в школе и журналистской работой. Позднее — главный редактор литературного журнала «Гардун» (1990—1995). Первая опубликованная книга — сборник рассказов «В солнце». Также написал несколько пьес, поставленных на сцене. Последний[уточнить] сборник рассказов «Аромат жасмина» издан в США. Эмигрировал из Ирана, проживал в Германии.
Скончался 1 сентября 2022 года.